# Болобо (месторождение)
Болобо (англ. Bolobo) — нефтяное месторождение на юге Чада. Открыто в 1989 году компанией Exxon. Начальные запасы нефти составляют 100 млн тонн.
Оператором месторождения является международным консорциум CCPDP (Chad Cameroon Pipeline Development Project). Добыча нефти в 2006 году составила 4 млн тонн.
Нефть месторождения тяжёлая (до 0,953 г/см³) с низким содержанием растворённого газа и малой сернистостью (в среднем 0,1 вес.%).